# Blei(II)-perchlorat
Blei(II)-perchlorat ist eine anorganische chemische Verbindung des Bleis aus der Gruppe der Perchlorate.

## Gewinnung
Blei(II)-perchlorat kann durch Reaktion von basischem Bleicarbonat oder Blei(II)-oxid mit Perchlorsäure gewonnen werden.
{\displaystyle \mathrm {PbCO_{3}+2\ HClO_{4}\longrightarrow Pb(ClO_{4})_{2}+H_{2}O+CO_{2}\uparrow } }
{\displaystyle \mathrm {PbO+2\ HClO_{4}\longrightarrow Pb(ClO_{4})_{2}+H_{2}O} }

## Eigenschaften
Blei(II)-perchlorat ist ein weißer Feststoff, der in Wasser sehr leicht löslich und extrem hygroskopisch ist. Er zersetzt sich bei Erhitzung über 200 °C, wobei unter Sauerstoff- und Chlorabgabe Blei(II)-chlorid und Blei(II)-oxid entstehen.

## Verwendung
Blei(II)-perchlorat wird zur komplexometrischen Titration, sowie zur Herstellung von makrocyclischen Blei(II)komplexen verwendet.